# Венд фон Вітерсгайм
Венд фон Вітерсгайм (нім. Wend von Wietersheim; нар. 18 квітня 1900, Нойланд, Льовенберг Сілезький, Сілезія — пом. 19 вересня 1975, Бад-Гоннеф, Північний Рейн-Вестфалія) — німецький воєначальник часів Третього Рейху, генерал-лейтенант (1944) Вермахту. Один із 160 кавалерів Лицарського хреста Залізного хреста з дубовим листям та мечами (1944).

## Біографія
Наприкінці Першої світової війни вступив добровольцем до армії. Після демобілізації армії залишений на службі в рейхсвері, служив у кавалерії. У 1938 році переведений в штаб 3-ї танкової дивізії.
Учасник Польської кампанії. З березня 1940 року — командир мотоциклетного батальйону 1-ї танкової дивізії. Учасник французької кампанії і німецько-радянської війни.
З липня 1941 року — командир стрілецького полку 1-ї танкової дивізії. Учасник боїв у Білорусі, потім у районі Смоленська і Вязьми, в 1942 році — у районі Ржева.
З серпня 1943 оберст фон Вітерсгайм командує 11-ю танковою дивізією, яка діяла в Україні. У червні 1944 року дивізія була перекинута до Франції.
5 травня 1945 року залишки дивізії здалися в американський полон, але фон Вітерсгайм зумів сховатися і в полон взятий не був.

## Нагороди
- Залізний хрест 2-го класу (5 квітня 1919)
- Сілезький Орел 2-го і 1-го ступеня
- Почесний хрест ветерана війни з мечами
- Пам'ятна військова медаль (Угорщина)
- Пам'ятна військова медаль (Австрія)
- Медаль за участь у Європейській війні (1915—1918)
- Медаль «За вислугу років у Вермахті» 4-го, 3-го і 2-го класу (18 років)
- Медаль «У пам'ять 1 жовтня 1938» із застібкою «Празький град»
- Застібка до Залізного хреста 2-го класу (1 жовтня 1939)
- Залізний хрест 1-го класу (20 травня 1940)
- Нагрудний знак «За танкову атаку» в сріблі (15 жовтня 1940)
- Німецький хрест в золоті (24 грудня 1941)
- Лицарський хрест Залізного хреста з дубовим листям і мечами
  - Лицарський хрест (10 лютого 1942)
  - Дубове листя (№ 176; 12 січня 1943)
  - Мечі (№ 58; 26 березня 1944)
- Медаль «За зимову кампанію на Сході 1941/42»
- Нагрудний знак «За поранення» в чорному
- Тричі відзначений у Вермахтберіхт

Військова кар'єра
- ? 1917 — фенріх
- ? 1919 — лейтенант
- ? — оберлейтенант
- 1 лютого 1934 — ротмістр
- березень 1940 — майор
- 1 квітня 1941 — оберстлейтенант
- 1 квітня 1942 — оберст
- 1 листопада 1943 — генерал-майор
- 1 липня 1944 — генерал-лейтенант